# (993) Молтона
(993) Молтона (лат. Moultona) — астероид главного пояса астероидов, принадлежащий к спектральному классу S. Астероид был открыт 12 января 1923 года бельгийско-американским астрономом Жоржем ван Бисбруком в Йеркской обсерватории в Уильямс-Бэй и назван в честь американского астронома и математика Фореста Рея Молтона.

## Орбита
Астероид располагается во внешнем главном поясе на расстоянии 2,7-3,0 а. е. от Солнца. Его орбита имеет эксцентриситет 0,05 и наклон 2° относительно эклиптики. Эти параметры соответствует орбитам астероидов крупного семейства астероидов Корониды.

## Физические характеристики
Предполагается, что Моултона является типичным каменным астероидом спектрального класса S, как и большинство астероидов семейства Корониды.
На основании кривых блеска, полученных в 2014 году вычислен чётко определённый период вращения из 5.2712 ± 0,0007 часов с высокой амплитудой яркости 0,73 звёздной величины. Это говорит о возможной сильной втянутости астероида.
Отражающая способность астероида по данным исследований, проведённых инфракрасными спутниками IRAS, Akari и WISE, варьируется между 0,147 и 0,315.
Исходя из яркости и альбедо, рассчитано значение диаметра астероида, которое находится в диапазоне от 12,43 до 15,15 км в диаметре.